# Гуго III (граф Ретеля)

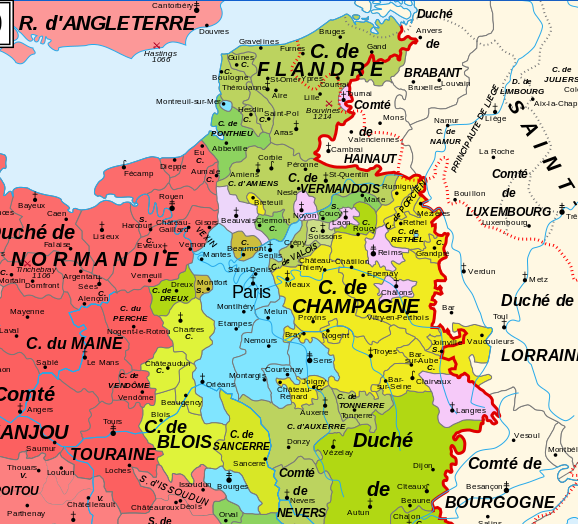
Графство Ретель — жёлтым цветом, севернее Шампани

Юг III (фр. Hugues III de Rethel; 1190/1200 — 1243) — граф Ретеля с 1228 года. Бургграф Ипра в 1219—1236 годах (по правам жены). Сын Юга II де Ретель и его жены Фелисите де Бруа.
Ещё при жизни отца (не позднее 1219 года) получил синьорию Сент-Илье. Наследовал графство Ретель не ранее ноября 1226 и не позднее сентября 1229 года.
Первая жена (свадьба между июлем 1218 и октябрём 1219) — Мабилла де Байоль (ум. ок. 1236), бургграфиня Ипра, дама де Байоль. От неё дети:
- Жан (ок. 1220—1243), умер раньше отца.
- Фелисите (ум. 1248).

Вторая жена (1239) — Жанна де Дампьер, дочь Гильома II, сеньора де Дампьер, и Маргариты II, графини Фландрии и Эно.
Юг III умер в 1243 году. Ему наследовали братья — Жан получил Ретель, Гоше — шателению Рокур, Манассе — сеньории Сент-Илье и Бур. А его вдова вышла замуж за графа Бара Тибо II.